# Strefa „no-go”
Strefa „no go” (ang. no-go area lub no-go zone) – obszar miejski odgrodzony od władz cywilnych przez siły takie jak na przykład oddziały paramilitarne (przykład Meksyku) lub miejsce do którego odradza się wchodzić określonym grupom osób (przykład Rodezji). Mianem strefy  „no-go” określa się regiony i miejsca, które nie powinny być dostępne dla wszystkich, a w szczególności dla ludzi, którzy czuliby się zagrożeni, odwiedzając te obszary z różnych powodów. Określenie to odnosi się także do obszarów, gdzie wybuchł bunt lub powstanie i gdzie władze danego kraju utraciły swoją kontrolę.

## Przykłady stref „no-go”

### Historyczne

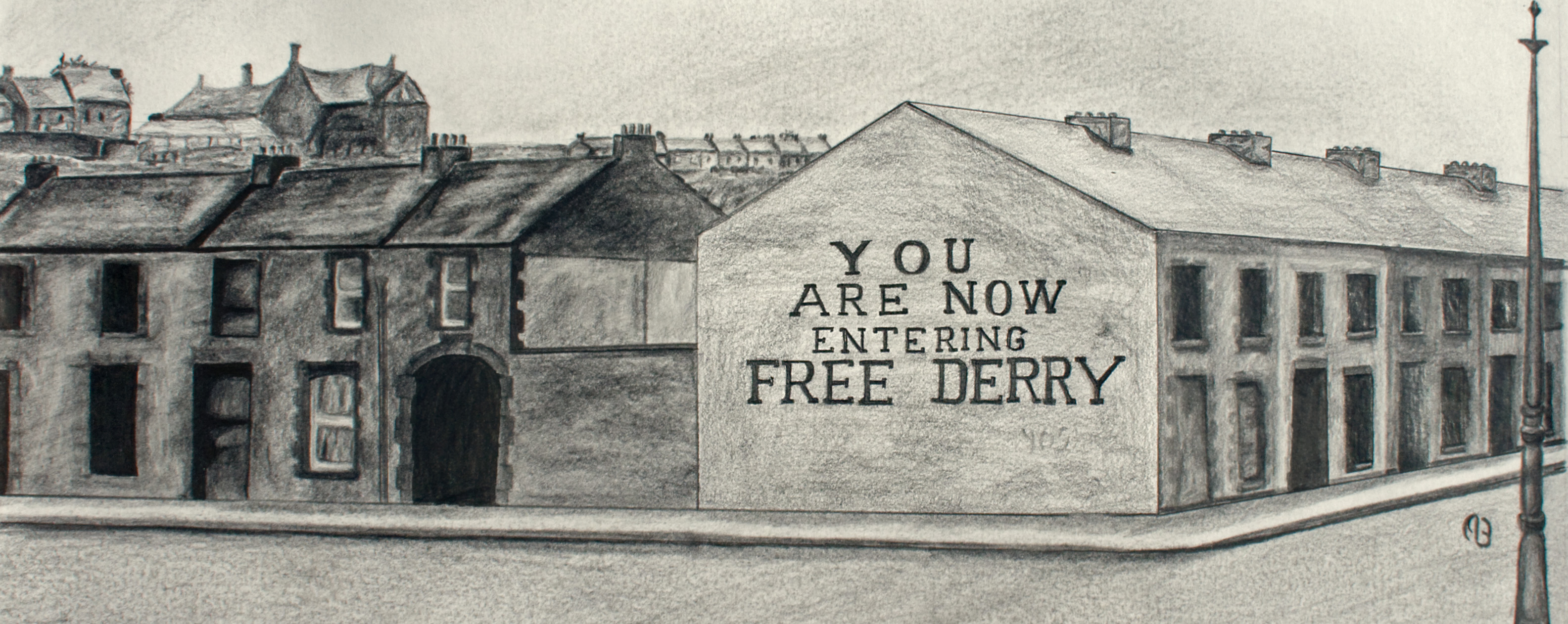
„Free Derry Corner” na rogu Lecky Road i Fahan Street w Bogside.

- Hongkong – Kowloon Walled City było obszarem „no-go” ze względu na przestępczość i handel opium. Ponadto w latach 50. XX wieku rządziły tam organizacje przestępcze znane jako Triady. Wówczas grupy 14K i Sun Yee On przejęły kontrolę nad tamtejszymi domami publicznymi, kasynami i palarniami opium. Mury dzielnicy Walled City były rajem dla przestępców i policja zapuszczała się tam tylko w dużych grupach[2]. Hongkong odzyskał faktyczną jurysdykcję nad tym obszarem w 1959 roku.

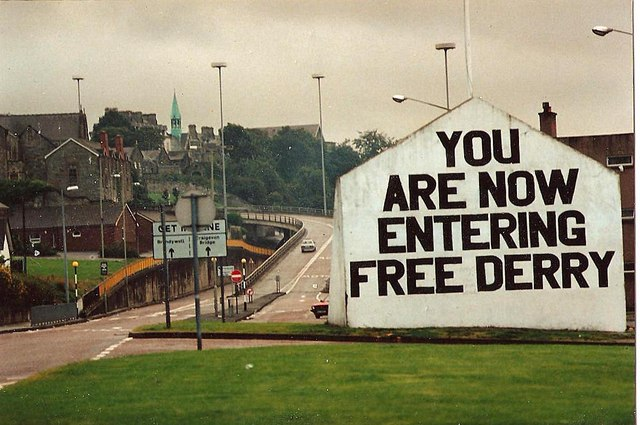
Free Derry Corner w Irlandii Północnej. Na ścianie widnieje napis informujący o przejściu do Wolnego Derry.

- Irlandia Północna – w czasie konfliktu w Irlandii Północnej istniały tam miejsca, gdzie nie mogła otwarcie działać policja ulsterska, czyli Royal Ulster Constabulary, oraz armia brytyjska[3]. W latach 1969–1972, zdominowane przez irlandzkich nacjonalistów, oraz republikanów okolice Belfastu i Londonderry, były odgrodzone barykadami przez tamtejszych mieszkańców. Obszary te były nadzorowane przez strażników, oraz Irlandzką Armię Republikańską (IRA), które działały otwarcie. Najbardziej zauważalną strefą no-go był teren znany jako Wolne Derry. W ostatni dzień lipca 1972 armia brytyjska zniszczyła barykady i odzyskała kontrolę nad obszarem.
- Rodezja – określenie strefa „no-go” ma pochodzenie wojskowe i zostało po raz pierwszy użyte w kontekście wojny rodezyjskiej. Wojna ta toczyła się tam w latach 1964–1979 pomiędzy armią głównie białej mniejszości rodezyjskiego rządu, a czarnymi nacjonalistami. W związku z utratą większości Rodezji przez rząd na rzecz powstańców, pojawiły się miejsca zwane „no go areas”, gdzie odradzano białej ludności wchodzić[4].
- Republika Południowej Afryki – podobnie jak w przypadku Rodezji, w RPA terminu strefa „no-go” używano w stosunku do miejsc gdzie biali obywatele nie powinni chodzić, jeśli nie chcą narażać swojego życia, a policja udawała się tam jedynie w ciężkim konwoju
- Turcja – po zamachu w 1980, tureccy komunistyczni powstańcy utworzyli „wyzwolone” strefy „no-go”[5].
- Mozambik – podczas walk o niepodległość w Mozambiku partia FRELIMO ustanowiła i broniła tak zwanych „wyzwolonych stref” w północnej części kraju[6].

### Współczesne
- Meksyk – „MAREZ”, czyli Municipios Autónomos Rebeldes Zapatistas w stanie Chiapas jest autonomicznym obszarem miejskim kontrolowanym od 1994 przez Zapatystowską Armię Wyzwolenia Narodowego
- Brazylia – kilka rejonów w metropolii miasta Rio de Janeiro, czyli tak zwane fawele są kontrolowane przez tamtejsze gangi. Zdarzało się, iż policjanci i dziennikarze śledczy byli torturowani, jak na przykład dziennikarz Tim Lopes[7]. Próby usuwania takich obszarów doprowadziły do kryzysu bezpieczeństwa w Rio de Janeiro w 2010 roku[8], jak również w São Paulo[9].
- Malezja – wyspa Gaya to miejsce nielegalnej kolonii filipińskiej, zwanej Kampung Lok Urai. Znajdują się tam domy na palach w pobliżu plaż. Zarówno malezyjski rząd federalny, jak i rząd stanu Sabah oficjalnie traktują tamtejszych mieszkańców jako nielegalnych imigrantów. Kampung Lok Urai jest uważany za niebezpieczne miejsce o wysokim poziomie przestępczości, a przez policję i mieszkańców wyspy za obszar „no-go”[10].
- Francja – wiele amerykańskich mediów opisywało niektóre przedmieścia miast Francji jako strefy „no-go”. Po atakach na redakcję Charlie Hebdo w styczniu 2015, między innymi Fox News i CNN argumentowało istnienie takich stref. Mer Paryża, Anne Hidalgo zapowiedziała, że pozwie Fox News za ich publikacje[11]. Niezależnie jednak od doniesień prasowych, pewne jest tylko, że we Francji istnieją imigranckie dzielnice Zone urbaine sensible (ZUS) charakteryzujące się wysokim wskaźnikiem bezrobocia[12].

### Filmowe
Filmowym przykładem strefy „no-go” jest tytułowa „Trzynasta dzielnica” z francuskich filmów 13 Dzielnica, oraz 13 Dzielnica – Ultimatum. W tych produkcjach była ona ściśle odgrodzona murami od reszty miasta Paryża przez rządzących.